# Penillanuras-Campos Sur
Penillanuras-Campos Sur es un espacio natural protegido en la categoría de ZEPA por la Red Natura 2000 en España. Está situado en los límites de las provincias de   Zamora y Valladolid, ambas pertenecientes a la comunidad de Castilla y León. Su territorio tiene especial importancia para la conservación de las aves esteparias, especialmente para el aguilucho cenizo, el aguilucho lagunero, el cernícalo primilla, el sisón y la avutarda.

## Ubicación
El territorio de este espacio natural se encuentra situado entre los ríos Cea y Valderaduey, en plena Tierra de Campos. Sus casi 24.000 ha se distribuyen entre la zona noroeste de la provincia de Zamora y una reducida franja de la adyacente provincia de Valladolid, incluyendo total o parcialmente los términos de diecisiete municipios.
| Localidad                       | Provincia  | Hectáreas | % del municipio designado ZEPA | % de la ZEPA en el municipio) |
| ------------------------------- | ---------- | --------- | ------------------------------ | ----------------------------- |
| Bolaños de Campos               | Valladolid | 576       | 19                             | 2,04                          |
| Quintanilla del Molar           | Valladolid | 498       | 34                             | 2,1                           |
| Valdunquillo                    | Valladolid | 923       | 30                             | 3,9                           |
| Villavicencio de los Caballeros | Valladolid | 316       | 9                              | 1,3                           |
| Castrogonzalo                   | Zamora     | 1.039     | 42                             | 4,4                           |
| Castroverde de Campos           | Zamora     | 3.242     | 50                             | 13,6                          |
| Cerecinos de Campos             | Zamora     | 1.105     | 39                             | 4,6                           |
| Fuentes de Ropel                | Zamora     | 1.282     | 26                             | 5,4                           |
| Prado                           | Zamora     | 1.090     | 100                            | 4,6                           |
| Quintanilla del Olmo            | Zamora     | 1.140     | 90                             | 4,8                           |
| San Esteban del Molar           | Zamora     | 2.503     | 100                            | 10,5                          |
| Vega de Villalobos              | Zamora     | 959       | 94                             | 4,0                           |
| Vidayanes                       | Zamora     | 1.249     | 100                            | 5,2                           |
| Villalobos                      | Zamora     | 4.318     | 100                            | 18,1                          |
| Villamayor de Campos            | Zamora     | 658       | 25                             | 2,8                           |
| Villanueva del Campo            | Zamora     | 2.357     | 59                             | 9,9                           |
| Villardefallaves                | Zamora     | 542       | 26                             | 2,3                           |

## Geografía
La geografía de este territorio responde a las características típicas de una penillanura esteparia en la que predomina de forma casi exclusiva la presencia de cultivos de cereales de secano. Menos frecuente es la presencia de pequeñas extensiones dispersas de pastizal, matorral, pinares, incipientes encinares  y pequeñas alamedas de rivera.
Este espacio natural linda por el sur con la ZEPA "Lagunas de Villafáfila" y por el norte con la ZEPA Penillanuras-Campos Norte.

## Avifauna
El espacio protegido tiene especial importancia para determinadas aves esteparias, principalmente el  aguilucho cenizo, aguilucho lagunero, cernícalo primilla, sisón y avutarda. Este es un territorio en el que se ha contabilizado una numerosa población nidificante de avutardas, motivo por el que este espacio suele tener un notable interés en el ámbito regional e importancia a nivel nacional e internacional. También se ha constatado la presencia de otras aves como la ortega, el halcón peregrino, aguilucho pálido, gangas, calandria, terrera Común o lechuza campestre, entre otras.
Esta es una zona en la que es frecuente detectar otras especies nidificantes como la cigüeña común, milano negro, alcaraván común, chotacabras europeo, martín pescador común, cogujada montesina, alondra totovía, bisbita campestre y curruca rabilarga. Además, la cercanía de las lagunas de Villafáfila hace que este sea un territorio propicio para la alimentación de otras especies migratorias e incluso para la reproducción.